# ATKY
ATKY（エイティケイワイ、またはアタックケイワイ）とは、建築現場における作業前安全確認で、安全点検確認活動 (ATK) と危険予知活動 (KY, KYK) を統合した確認活動の略称。